# Eddy Martínez
Guillermo Francisco Bedoya Martínez (*Callao, Perú, 22 de mayo de 1933 - Lima, 20 de abril de 2011) fue un destacado cantante de música criolla peruana.

## Biografía
Guillermo Bedoya Martínez, conocido artísticamente como Eddy Martínez, nace en el Callao, el 22 de mayo de 1933. Hijo de Leopoldo Bedoya Bambarén, celebrado compositor bajo el seudónimo de Polo Bedoya, y de Beatriz Martínez Paita. Contrae matrimonio en 1957 con María Consuelo Plasencia Gonzales, con quien tiene 5 hijos.
Desde muy pequeño se traslada a vivir a Chiclayo, donde realiza sus estudios primarios y secundarios. A los 16 años regresa a Lima para seguir estudiando.[cita requerida]
Una fibrosis pulmonar acabó con la vida del cantante el 20 de abril de 2011.

## Trayectoria
Inicia su carrera musical como cantante en 1953 en el desaparecido Radio San Cristóbal, siendo apadrinado artísticamente por el actor argentino Jorge Reyes "El Che". Durante un lustro es considerado por los periodistas de espectáculo, como el mejor cantante melódico del Perú, llegando a trabajar en las radiodifusoras de renombre de Lima. En las mismas alternó con celebradas figuras latinoamericanas:
En "Radio San Cristóbal", donde inició su carrera musical, comparte escena con Daniel Santos, Bienvenido Granda, Germán Valdés "Tin-Tan"; en "Radio El Sol", con Lucho Gatica, Sara Montiel, Miguel Aceves Mejía; en Radio América estelariza con: Angélica María, Los Indios Tabajaras, Leo Marini; en Radio La Crónica con Libertad Lamarque, Pedro Vargas, Mariano Mores y en Radio Victoria con Pedro Infante, Lola Flores, María Victoria, Sonora Matancera y Domingo Fabiano.[cita requerida]

## Época de éxitos
Con Los Ases del Perú, dúo conformado con Oswaldo Campos, con quien interpreta la célebre canción: "Perú campeón", obra compuesta por Félix Figueroa, y que adquiere fama cuando el equipo peruano de fútbol clasifica para el mundial de 1970 en México.  También interpretan el vals "Amor Perdido" del General compositor Italo Arbulú,[cita requerida]